# RAB4B
RAB4B (англ. RAB4B, member RAS oncogene family) – білок, який кодується однойменним геном, розташованим у людей на довгому плечі 19-ї хромосоми. Довжина поліпептидного ланцюга білка становить 213 амінокислот, а молекулярна маса — 23 587.
| 10         |  | 20         |  | 30         |  | 40         |  | 50         |
| ---------- |  | ---------- |  | ---------- |  | ---------- |  | ---------- |
| MAETYDFLFK |  | FLVIGSAGTG |  | KSCLLHQFIE |  | NKFKQDSNHT |  | IGVEFGSRVV |
| NVGGKTVKLQ |  | IWDTAGQERF |  | RSVTRSYYRG |  | AAGALLVYDI |  | TSRETYNSLA |
| AWLTDARTLA |  | SPNIVVILCG |  | NKKDLDPERE |  | VTFLEASRFA |  | QENELMFLET |
| SALTGENVEE |  | AFLKCARTIL |  | NKIDSGELDP |  | ERMGSGIQYG |  | DASLRQLRQP |
| RSAQAVAPQP |  | CGC        |  |            |  |            |  |            |

A: Аланін

C: Цистеїн

D: Аспарагінова кислота

E: Глутамінова кислота

F: Фенілаланін

G: Гліцин

H: Гістидин

I: Ізолейцин

K: Лізин

L: Лейцин

M: Метіонін

N: Аспарагін

P: Пролін

Q: Глутамін

R: Аргінін

S: Серин

T: Треонін

V: Валін

W: Триптофан

Кодований геном білок за функціями належить до фосфопротеїнів, ліпопротеїнів. 
Задіяний у таких біологічних процесах, як транспорт, транспорт білків, ацетилювання, альтернативний сплайсинг, метилювання. 
Білок має сайт для зв'язування з нуклеотидами, ГТФ. 
Локалізований у клітинній мембрані, мембрані.